# Караул (фільм)
«Караул» (рос. «Караул») — радянський фільм режисера  Олександра Рогожкіна, що вийшов у 1989 році. Як зразок епохи перебудови і  гласності, фільм представлявся на багатьох зарубіжних фестивалях, починаючи з  Західно-Берлінського у 1990 році, на якому картина була удостоєна призу Альфреда Бауера за відкриття нових шляхів у кіномистецтві і призу  Міжнародної федерації кінопреси.

## Сюжет
Картина про дідівщину в армії, знята за матеріалами реальної кримінальної справи, коли молодий солдат внутрішніх військ в поїзді для перевезення засуджених розстріляв весь караул. Солдати внутрішніх військ охороняють ешелони з ув'язненими, яких везуть до місця призначення. Гнітюча атмосфера, загострена спілкуванням з «зеками», змушує солдатів слідувати табірним законам.

## У ролях
- Сергій Купріянов —  рядовий Андрій Іверень
- Олексій Булдаков —  старший прапорщик Поромов, начальник варти
- Дмитро Іосіфов —  старший сержант Олексій Жохін, помічник начальника варти
- Олексій Полуян —  рядовий Микола Мазур, кухар
- Тарас Денисенко —  єфрейтор Борис Корченюк
- Ринат Ібрагімов —  рядовий Ібрагімов
- Василь Домрачев —  рядовий Ніщенкін
- Олександр Смирнов —  рядовий Хаустов
- Микита Михайловський —  засуджений-«стукач»
- Олексій Зайцев —  засуджений
- Валерій Кравченко —  Хорьков, засуджений

## Творці фільму
- Олександр Рогожкін — режисер-постановник
- Іван Лощіліна — автор сценарію
- Валерій Мартинов — оператор-постановник
- Олександр Загоскін — художник-постановник